# Copa Libertadores de futsal
La Copa Libertadores de futsal est une compétition annuelle de futsal créée en 2000, organisée par la Confederación Sudamericana de Fútbol (CONMEBOL) et regroupant les meilleurs clubs du continent sud-américain. C'est la compétition sportive interclubs la plus prestigieuse d'Amérique du Sud. Elle est perçue comme l'équivalent de la Ligue des champions européenne.

## Histoire
Le Tournoi sud-américain des clubs de futsal est mis en place en 2002 par la Confédération sud-américaine de football. Deux éditions sont auparavant jouées.
Elle est immédiatement dominée par des clubs brésiliens. En 2002, Carlos Barbosa devient le premier champion continental de futsal à l'issue d'une finale contre les Pumas vénézuéliens. Il renouvelle leur performance en 2003 contre le Nacional uruguayen.
En 2004, Malwee/Jaraguá décroche la couronne continentale, aux dépens des Péruviens du Deportivo Kansas. En 2005, Jaraguá affronte Universidad Autónoma de Asunción en finale et remporte aussi un second titre consécutif. En mars 2008, le Malwee Futsal remporte le Championnat d'Amérique du Sud des clubs, débuté en 2007, pour la quatrième fois consécutive. Contre le club colombien de Bello Jairuby, les Brésiliens s'imposent à domicile lors des deux rencontres par des scores larges (7-1 et 6-2). Les six premières éditions officielles du championnat sont alors toutes remportées par des clubs brésiliens.

## Palmarès
| 1  | 2000 | Rio de Janeiro                            | Internacional                             | 6–5                                       | Vasco da Gama                             |          |          |
| 2  | 2001 | Carlos Barbosa                            | Banespa                                   | 6–5                                       | Carlos Barbosa                            |          |          |
| 3  | 2002 | Valera                                    | Carlos Barbosa                            | 7–4 / 9–6                                 | Pumas                                     |          |          |
| 4  | 2003 | Carlos Barbosa                            | Carlos Barbosa (2)                        | 8–2 / 5–1                                 | Nacional                                  |          |          |
| 5  | 2004 | Lima                                      | Jaraguá                                   | 13–8 / 5–1                                | Kansas                                    |          |          |
| 6  | 2005 | Itauguá                                   | Jaraguá (2)                               | 6–5 / 3–2                                 | Universidad Autonoma                      |          |          |
| 7  | 2006 | Fusagasugá                                | Jaraguá (3)                               | 5–2 / 8–3                                 | Santa Fe                                  |          |          |
| 8  | 2007 | Jaraguá do Sul                            | Jaraguá (4)                               | 7–1 / 6–2                                 | Bello Jairuby                             |          |          |
| 9  | 2008 | Jaraguá do Sul                            | Jaraguá (5)                               | 11–4 / 10–2                               | Deportivo Táchira                         |          |          |
| 10 | 2009 | Misiones                                  | Jaraguá (6)                               | forfait                                   | Bello Jairuby                             |          |          |
| 11 | 2010 | La Guaira                                 | Carlos Barbosa (3)                        | 8–0 / 8–1                                 | La Riviera Vargas                         |          |          |
| 12 | 2011 | Encarnación                               | Carlos Barbosa (4)                        | 3–1                                       | Atlético Paranaense                       |          |          |
| -  | 2012 | Non joué                                  | Non joué                                  | Non joué                                  | Non joué                                  | Non joué | Non joué |
| 13 | 2013 | Orlândia                                  | Intelli                                   | 4–1 / 7–2                                 | Águilas Doradas                           |          |          |
| 14 | 2014 | Erechim                                   | Atlântico                                 | 3–2                                       | Boca Juniors                              |          |          |
| 15 | 2015 | Itapetininga                              | Sorocaba                                  | 5–1 / 4–2                                 | Real Bucaramanga                          |          |          |
| 16 | 2016 | Asunción***                               | Cerro Porteño                             | 4–2                                       | Jaraguá                                   |          |          |
| 17 | 2017 | Lima                                      | Carlos Barbosa (5)                        | 2–1                                       | Cerro Porteño                             |          |          |
| 18 | 2018 | Carlos Barbosa                            | Carlos Barbosa (6)                        | 4–1                                       | Joinville                                 |          |          |
| 19 | 2019 | Buenos Aires                              | Carlos Barbosa (7)                        | 3–1                                       | Cerro Porteño                             |          |          |
| -  | 2020 | Annulé à cause de la pandémie de COVID-19 | Annulé à cause de la pandémie de COVID-19 | Annulé à cause de la pandémie de COVID-19 | Annulé à cause de la pandémie de COVID-19 |          |          |
| 20 | 2021 | Montevideo                                | San Lorenzo                               | 4–3                                       | Carlos Barbosa                            |          |          |
| 21 | 2022 | Buenos Aires                              | Cascavel                                  | 3–1                                       | Peñarol                                   |          |          |
| 22 | 2023 | Caracas                                   | Cascavel (2)                              | 3–1                                       | Joinville                                 |          |          |

## Statistiques

### Performance par club
| Club                  | Nation              | Victoire(s) | Année(s) de victoire(s)                  |
| --------------------- | ------------------- | ----------- | ---------------------------------------- |
| Carlos Barbosa        | Drapeau du Brésil   | 7           | 2002, 2003, 2010, 2011, 2017, 2018, 2019 |
| Jaraguá               | Drapeau du Brésil   | 6           | 2004, 2005, 2006, 2007, 2008, 2009       |
| Cascavel Futsal Clube | Drapeau du Brésil   | 2           | 2022, 2023                               |
| Internacional         | Drapeau du Brésil   | 1           | 2000                                     |
| Banespa               | Drapeau du Brésil   | 1           | 2001                                     |
| Intelli               | Drapeau du Brésil   | 1           | 2013                                     |
| Atlântico             | Drapeau du Brésil   | 1           | 2014                                     |
| Sorocaba              | Drapeau du Brésil   | 1           | 2015                                     |
| Cerro Porteño         | Drapeau du Paraguay | 1           | 2016                                     |
| San Lorenzo           |                     | 1           | 2021                                     |

### Performance par nation
| Nation    | Vainqueur | Finaliste | Année de victoire(s)                                                                                                   |
| --------- | --------- | --------- | --- |
| Brésil    | 20        | 4         | 2000, 2001, 2002, 2003, 2004, 2005, 2006, 2007, 2008, 2009, 2010, 2011, 2013, 2014, 2015, 2017, 2018, 2019, 2022, 2023 |
| Paraguay  | 1         | 4         | 2016 |
| Argentine | 1         | 1         | 2021 |
| Colombie  | 0         | 5         | |
| Venezuela | 0         | 3         | |
| Pérou     | 0         | 1         | |
| Uruguay   | 0         | 1         | |